# Антон-Лисардо
Антон-Лисардо (исп. Antón Lizardo) — небольшой город в восточной части Мексики, на территории штата Веракрус. Входит в состав муниципалитета Альварадо.

## Географическое положение
Антон-Лисардо расположен на юго-востоке центральной части штата, на побережье Мексиканского залива, на расстоянии приблизительно 107 километров (по прямой) к юго-востоку от города Халапа-Энрикеса, административного центра штата. Абсолютная высота — 9 метров над уровнем моря.

## Население
Согласно данным, полученным в ходе проведения официальной переписи 2005 года, в городе проживало 6187 человек (3466 мужчин и 2721 женщина). Насчитывалось 1395 домов. По возрастному диапазону население распределилось следующим образом: 33,3 % — жители младше 18 лет, 58,9 % — между 18 и 59 годами и 7,8 % — в возрасте 60 лет и старше. Уровень грамотности среди жителей старше 15 лет составлял 94,5 %.
По данным переписи 2010 года, численность населения Антон-Лисардо составляла 6003 человека. Динамика численности населения города по годам:
| 2000 | 2005 | 2010 |
| ---- | ---- | ---- |
| 6396 | 6187 | 6003 |